# ミカエル・アンティオコ
ミカエル・アンティオコ（英語: Michael Antioco、1980年 - ）は、ベルギーの学者。EDHEC経営大学院教授。マーケティング学科長。

## 人物・経歴
1996年にベルギーのルーヴァン・カトリック大学に入学し、1999年に上智大学比較文化学部（現・国際教養学部）に留学した。2001年にルーヴァン・カトリック大学を卒業。2002年、ルーヴァン・カトリック大学でビジネスサイエンスの修士号DEAdiplôme d’études を取得、オランダのアイントホーフェン工科大学でマーケティング＆イノベーションスタディの博士号を取得した。
2006年、リールカトリック大学の助教授に就任。後に准教授に昇格した。2010年にEMリヨン経営大学院の准教授に就任。2013年、EDHEC経営大学院の教授に就任した。